# Kwazá jezik
Kwazá jezik (ISO 639-3: xwa; Coaia, Koaiá, Koaya, Quaiá), jezik Kwazá Indijanaca iz zapadnobrazilske države Rondônia. Jedini predstavnik istoimene porodice koaia. Svega 25 govornika (SIL 2005). Žive na istom rezervatu s plemenima Aikanã i Latundê.

## Vanjske poveznice
- Kwazá: Dryer 2005[neaktivna poveznica]